# Prunus ×yedoensis
Prunus ×yedoensis is een hybride sierkers, een plant uit de rozenfamilie. De wetenschappelijke naam werd in 1901 gepubliceerd door Jinzō Matsumura, die ervan uitging dat het een zuivere soort was. Dat het een kruising betrof werd in 1916 opgemerkt door Ernest Henry Wilson. De kruising is ontstaan in Japan en is een van de bloesems die in Japan sakura worden genoemd.

## Naamgeving
De naam 'yedoensis' betekent 'uit Yedo'; 'Yedo' of 'Edo' is een oude naam voor Tokio. Het taxon werd in 1901 benoemd als soort, en de plant was toen al op grote schaal aangeplant in tuinen in Tokio. Matsumura schrijft de herkomst van de plant niet te kennen, maar dat er gezegd wordt dat de sierkers oorspronkelijk van het eiland Ōshima in de Izu archipel zou komen. In 1916 schrijft Ernest Henry Wilson dat de opgegeven herkomst een vergissing moet zijn, en dat op Ōshima de soort Prunus lannesiana in het wild voorkomt, een vergissing van Wilson: P. lannesiana is een kunstmatige hybride, en op Ōshima komt Prunus speciosa in het wild voor. Wilson geeft als vermoedelijke ouders van de kruising Prunus subhirtella var. ascendens (nu beschouwd als een synoniem van Prunus itosakura) en de wilde vorm van Prunus lannesiana (waarmee vermoedelijk Prunus speciosa werd bedoeld).
De sierkers is in Japan kunstmatig verkregen door de kruising van Prunus itosakura en Prunus speciosa. Een sterk gelijkende kruising is op het eiland Jeju in Korea in het wild ontstaan tussen Prunus itosakura en vermoedelijk Prunus serrulata.

## Kenmerken
Het is een vrij kleine bladverliezende boom, die gemiddeld tussen de 5 tot 12 meter hoog wordt. De bloei van de roze wittige kersenbloem van deze hybride is in het begin tot halverwege de lente.
Van deze hybride wordt gezegd dat het de populairste van de soort van sakura (kersenbloesems) is. Er wordt algemeen van uitgegaan dat de soort is ontstaan in het voormalig dorpje Somei, thans onderdeel van de wijk Toshima in Tokio tijdens het einde van de Edoperiode. Deze hybride is dan ook het symbool van zowel de wijk Toshima als de stad Tokio.
Ieder jaar, wanneer deze hybride in Japan gaat bloeien, wordt het Hanamifeest gevierd met picknicks tussen de bomen.

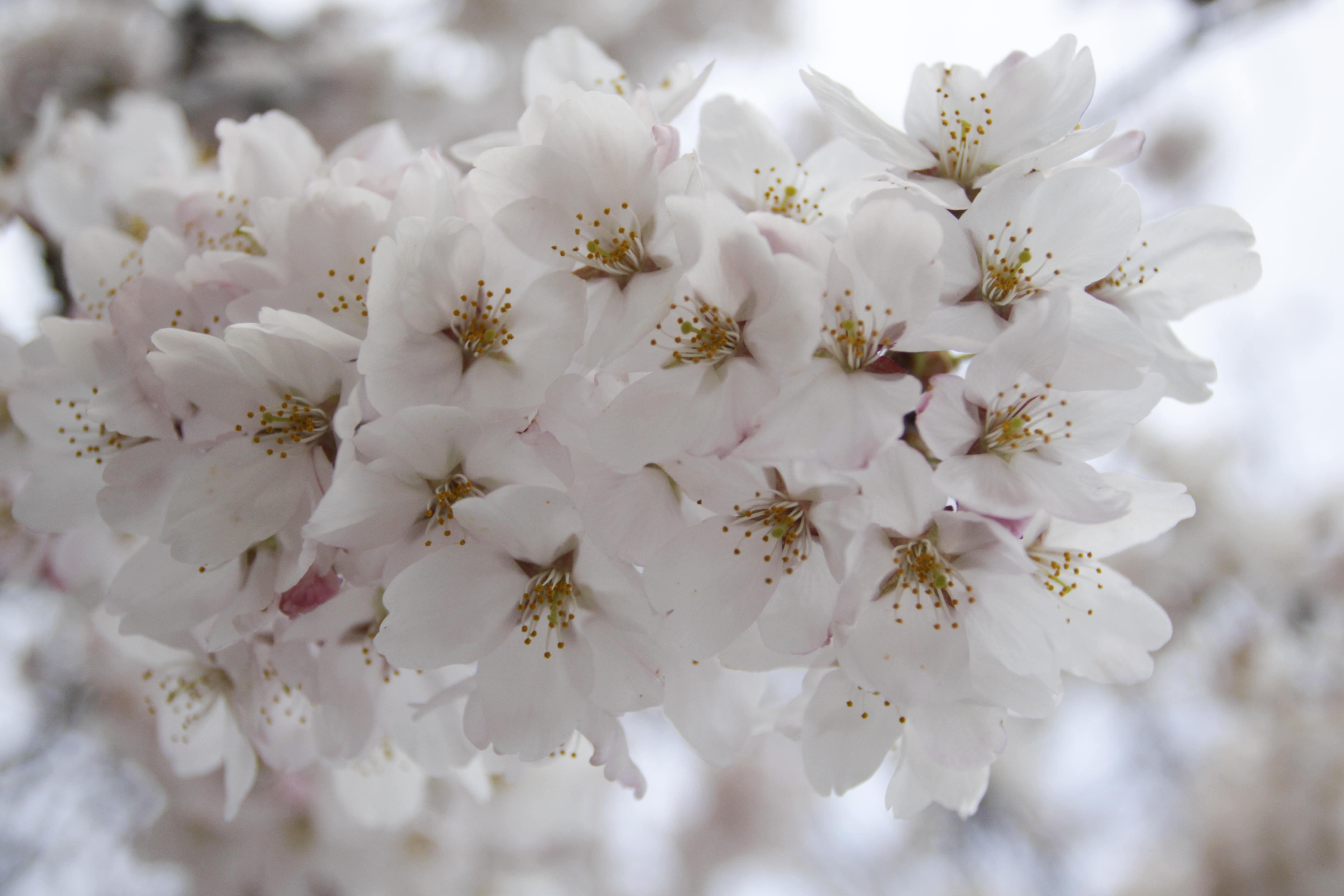
Somei-yoshino' bloesem
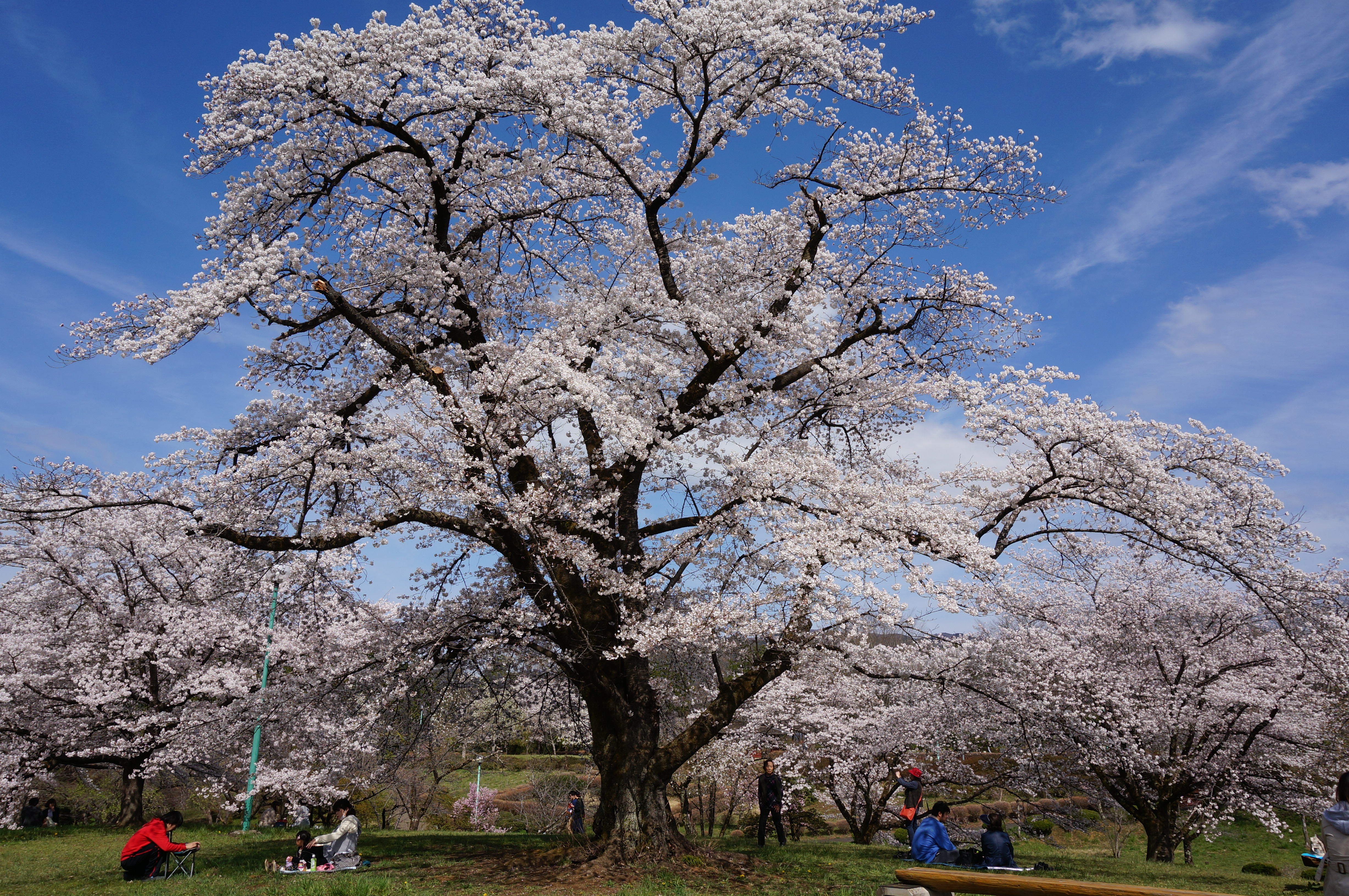
'Somei-yoshino' boom

## Cultivars
Er zijn diverse cultivars van de hybride benoemd:
- ‘Amagi-yoshino’ (天城吉野)
- ‘America’ (アメリカ) of 'Akebono' in de U.S.A. of 'Jindai-akebono'
- ‘Candida’ (薄毛大島, Usuge-oshima)
- ‘Funabara-yoshino’ (船原吉野)
- ‘Hayazaki-oshima’ (早咲大島)
- ‘Izu-yoshino’ (伊豆吉野)
- ‘Kichijouji’ (吉祥寺)
- ‘Kurama-zakura’ (鞍馬桜)
- ‘Mikado-yoshino’ (御帝吉野)
- ‘Mishima-zakura’ (三島桜)
- ‘Morioka-pendula’ (盛岡枝垂, Morioka-shidare)
- ‘Naniwa-zakura’ (浪速桜)
- ‘Pendula’ (枝垂大臭桜), Shidare-ookusai-zakura
- ‘Perpendens’ (枝垂染井吉野, Shidare-somei-yoshino) – Treursierkers
- ‘Pilosa’ (毛大島桜, Ke-oshima-zakura)
- ‘Sakabai’ (仙台吉野, Sendai-yoshino)
- ‘Sakuyahime’ (咲耶姫)
- ‘Sasabe-zakura’ (笹部桜)
- ‘Shouwa-zakura’ (昭和桜)
- ‘Somei-beni’ (染井紅)
- ‘Somei-higan’ (染井彼岸)
- ‘Somei-nioi’ (染井匂)
- ‘Sotorihime’ (衣通姫)
- ‘Suruga-zakura’ (駿河桜)
- ‘Syuzenzi-zakura’ (修善寺桜)
- ‘Waseyoshino’ (早生吉野)
- ‘Yoshino-kers’

Prunus ×yedoensis - cultivars
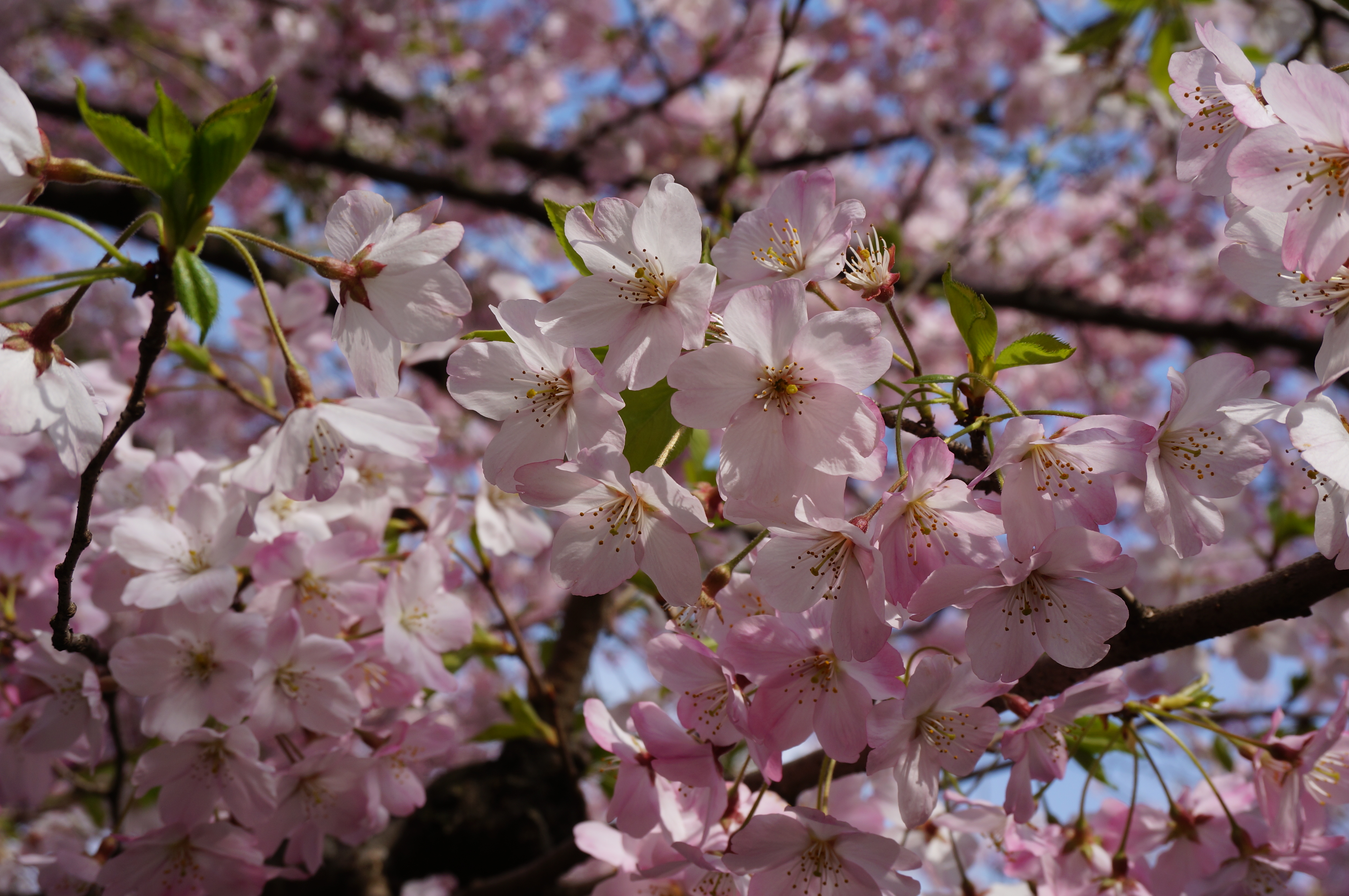
'Jindai-akebono'
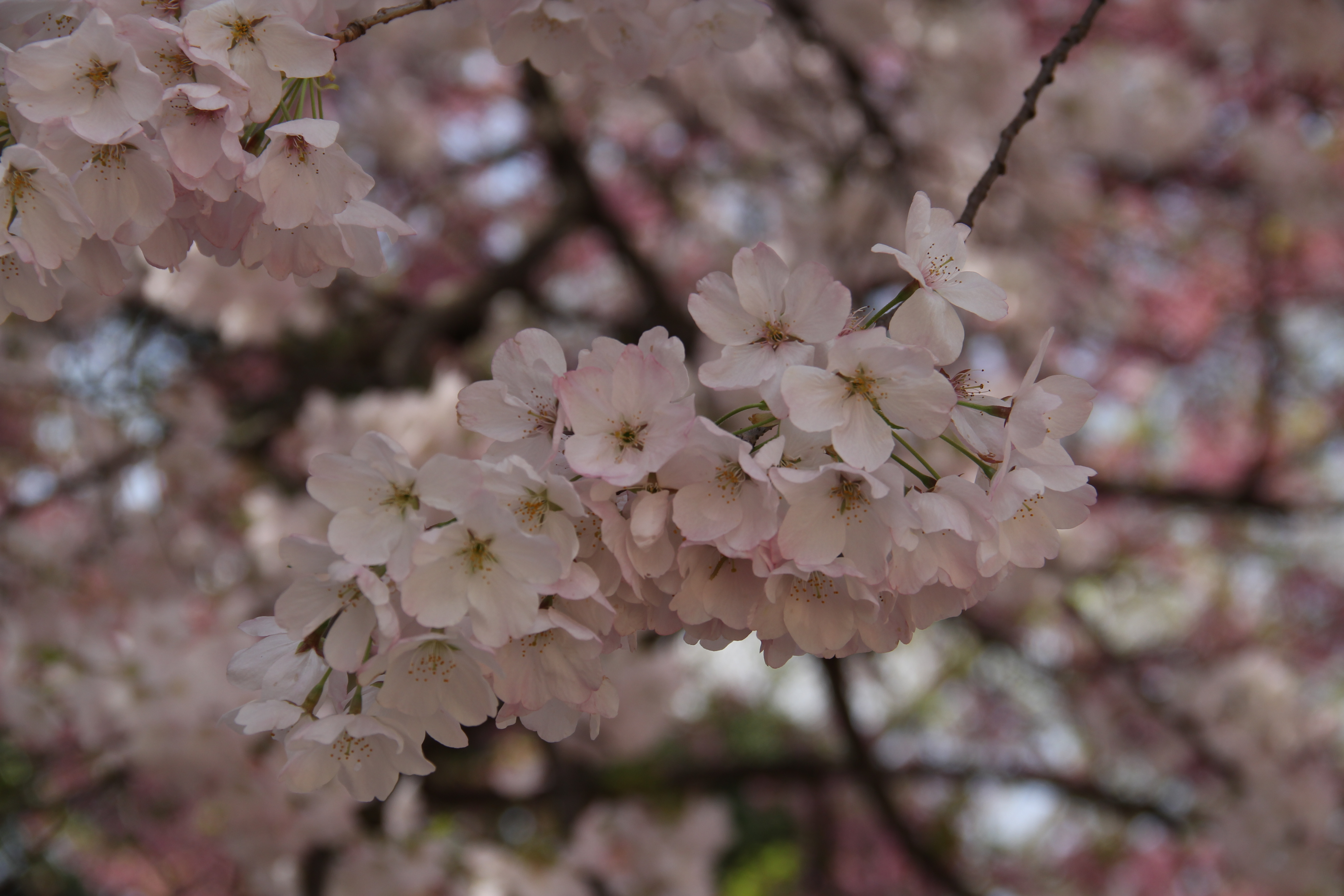
'Akebono'
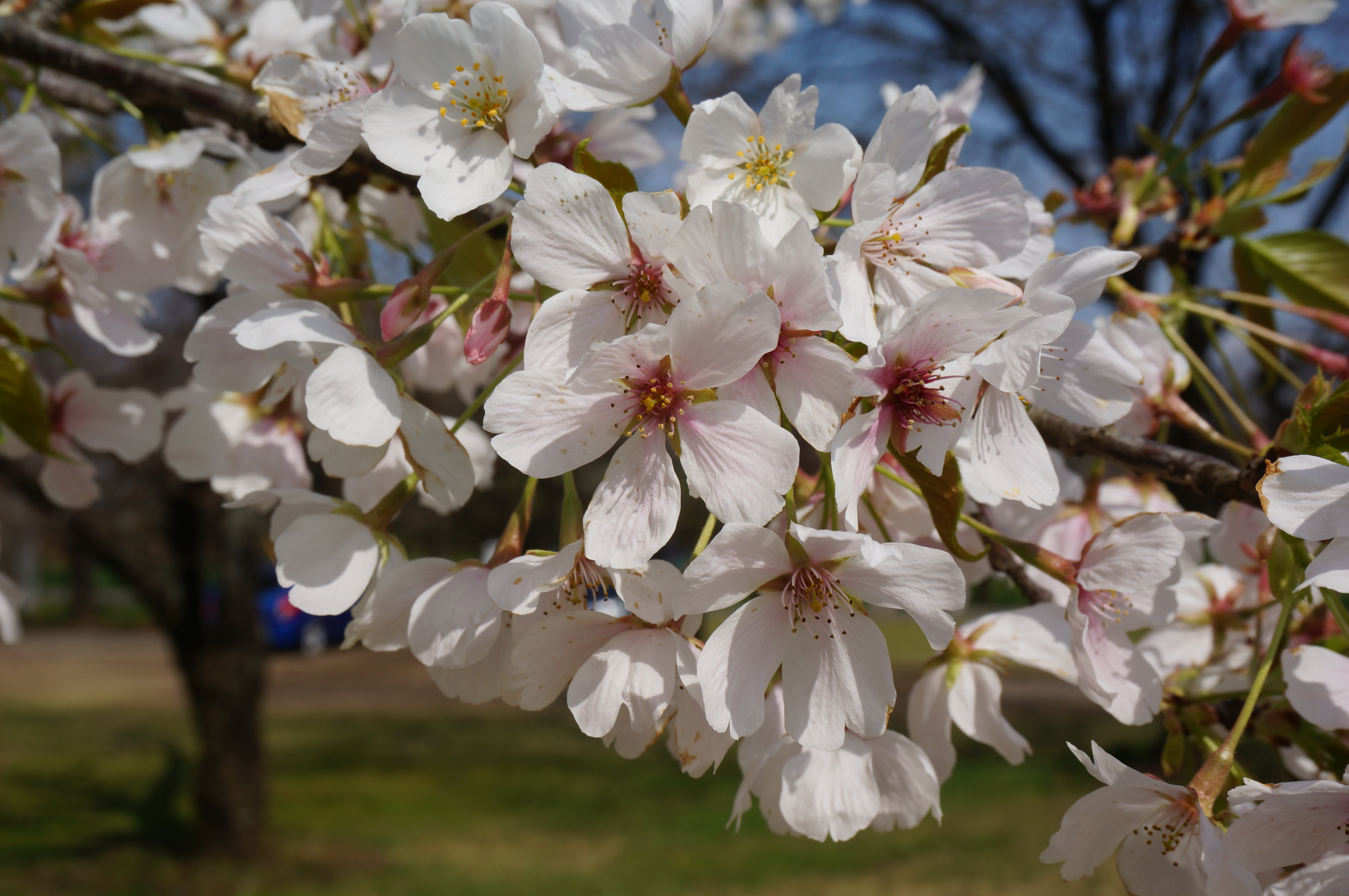
'Mikado-yoshino'
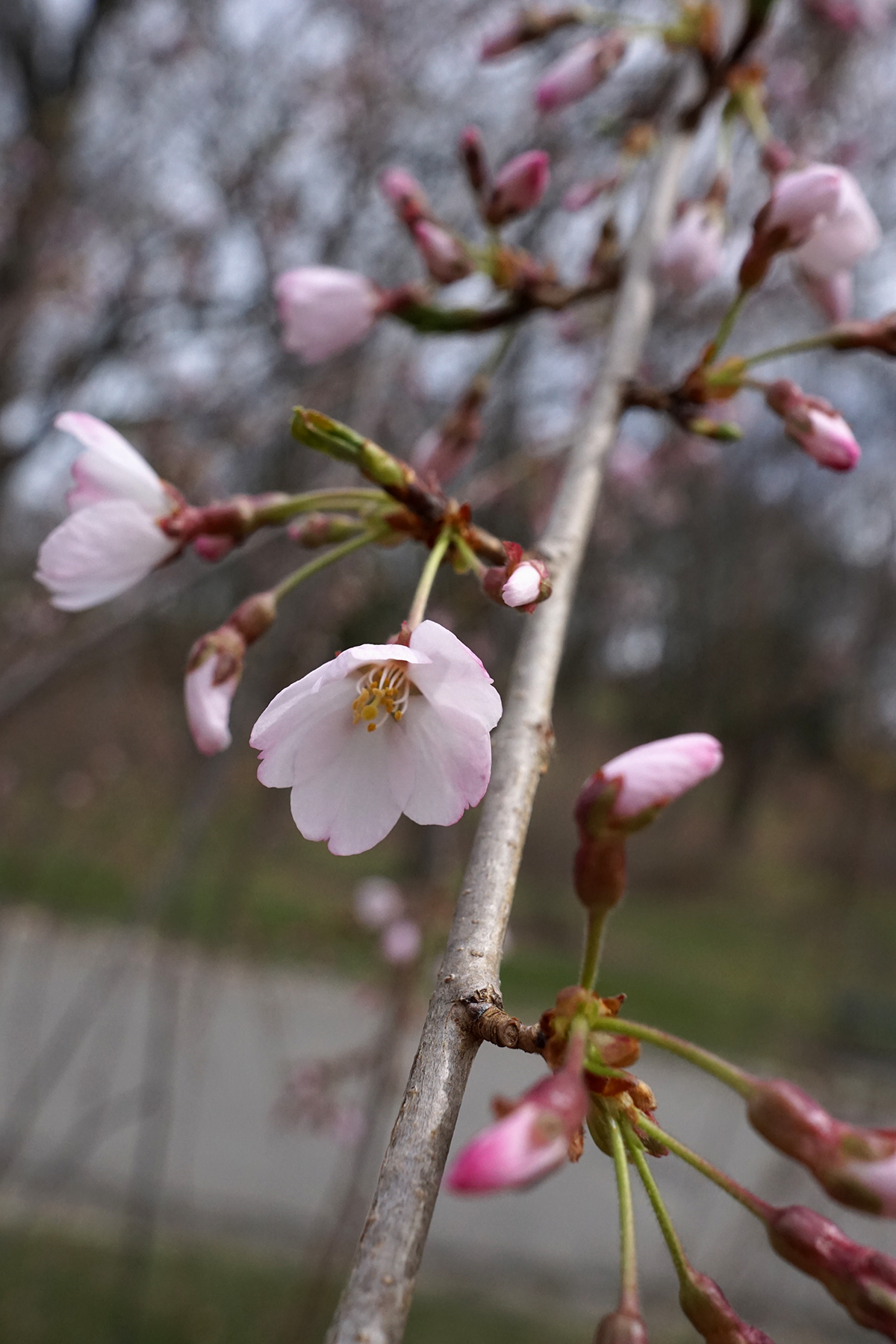
'Shidare-somei-yoshino'
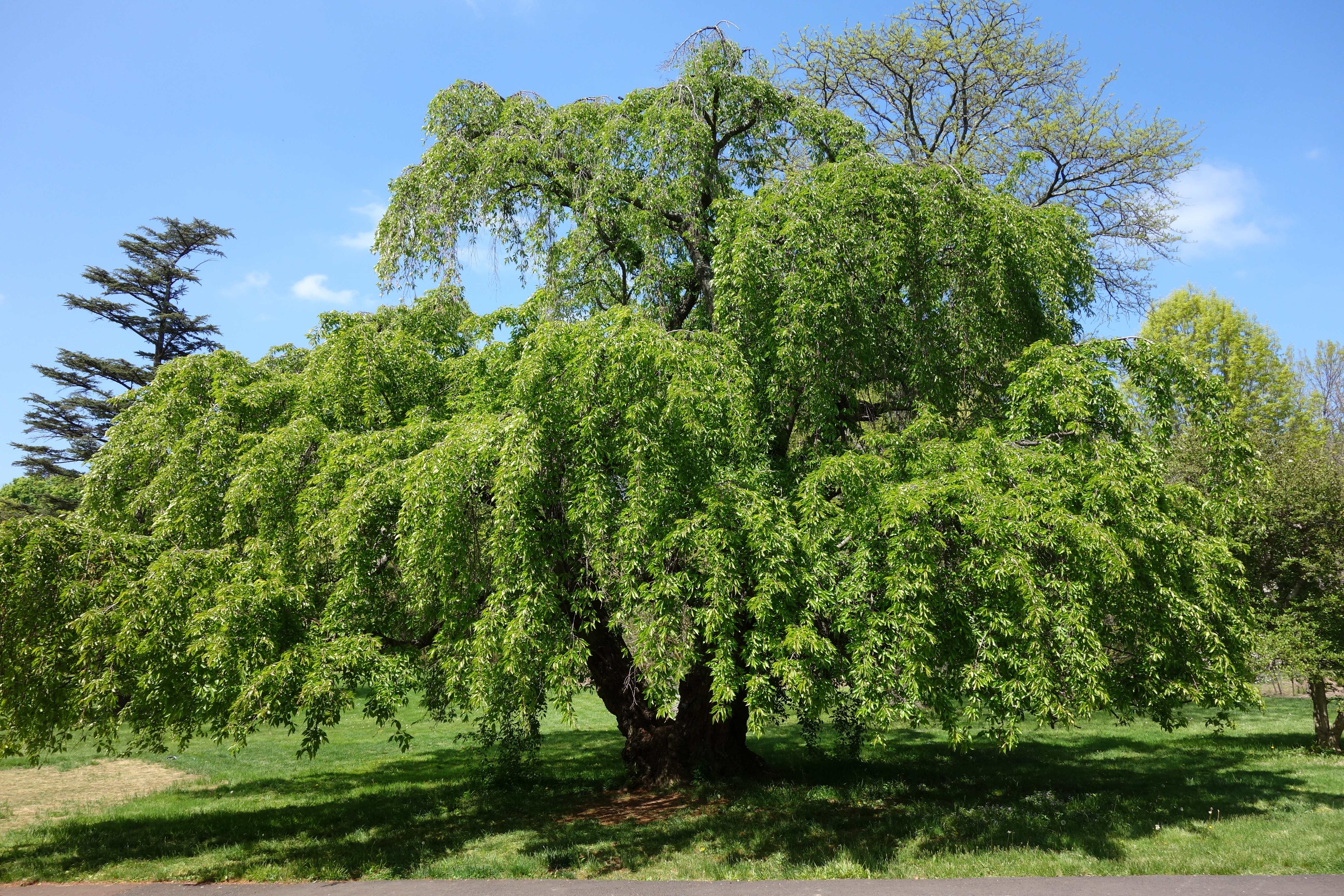
'Shidare-somei-yoshino' buiten de bloeiperiode

## Prunus×yedoensisin Nederland
In 2000 schonk de Japan Women’s Club (JWC) 400 sierkersen aan Amstelveen. Zie zijn geplant in het Bloesempark in het Amsterdamse Bos.

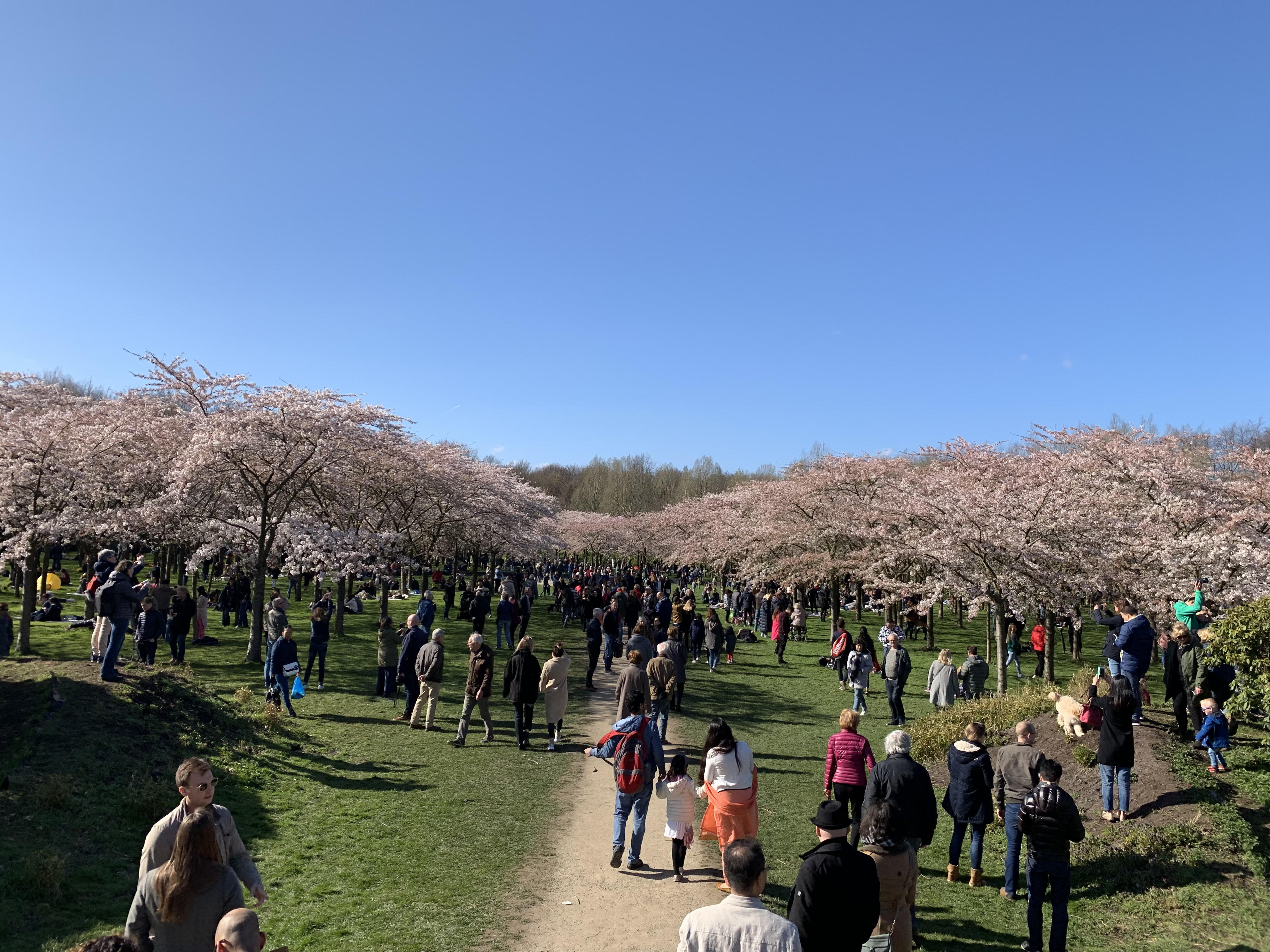
Het Bloesempark in het Amsterdamse Bos
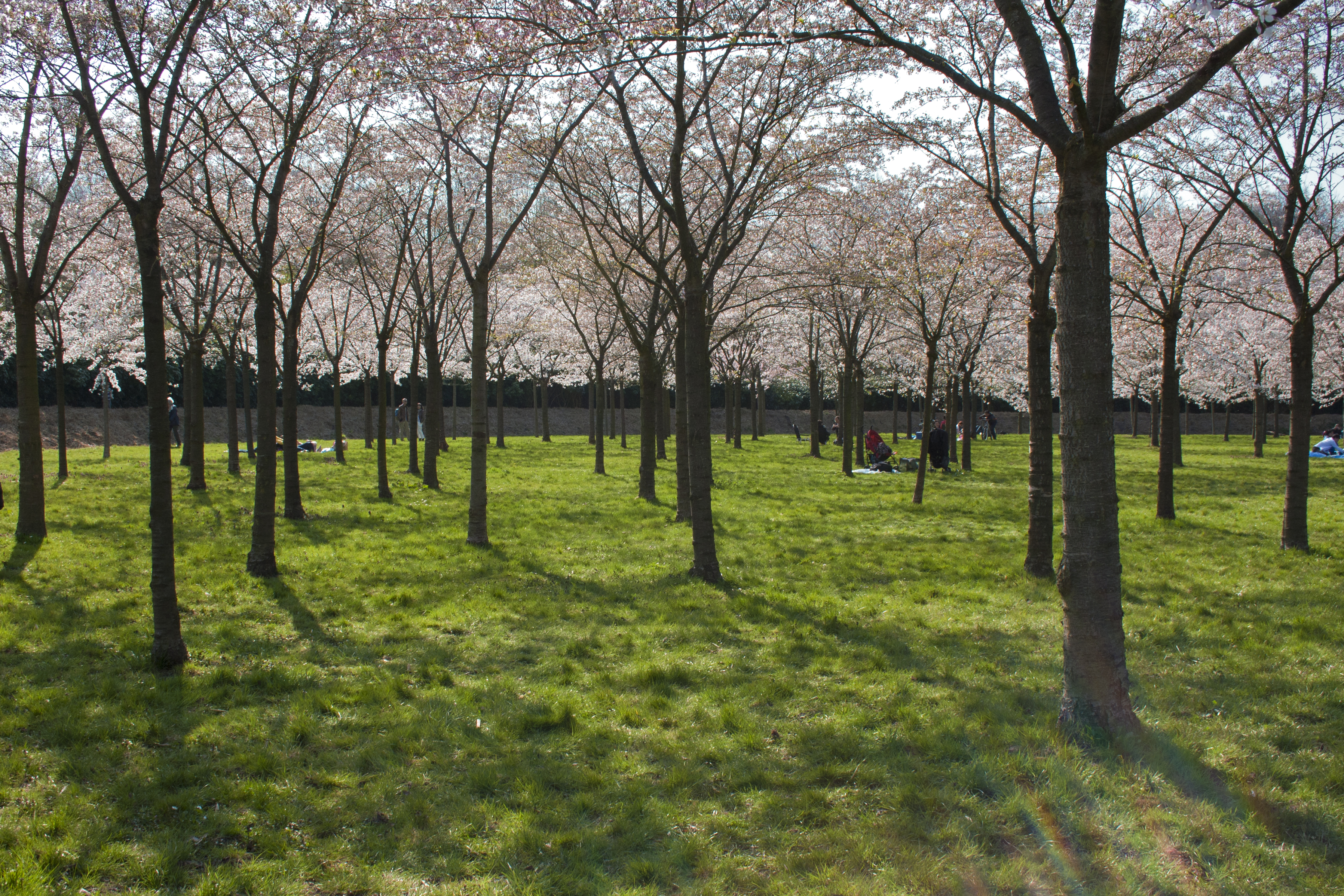
Amsterdamse Bos
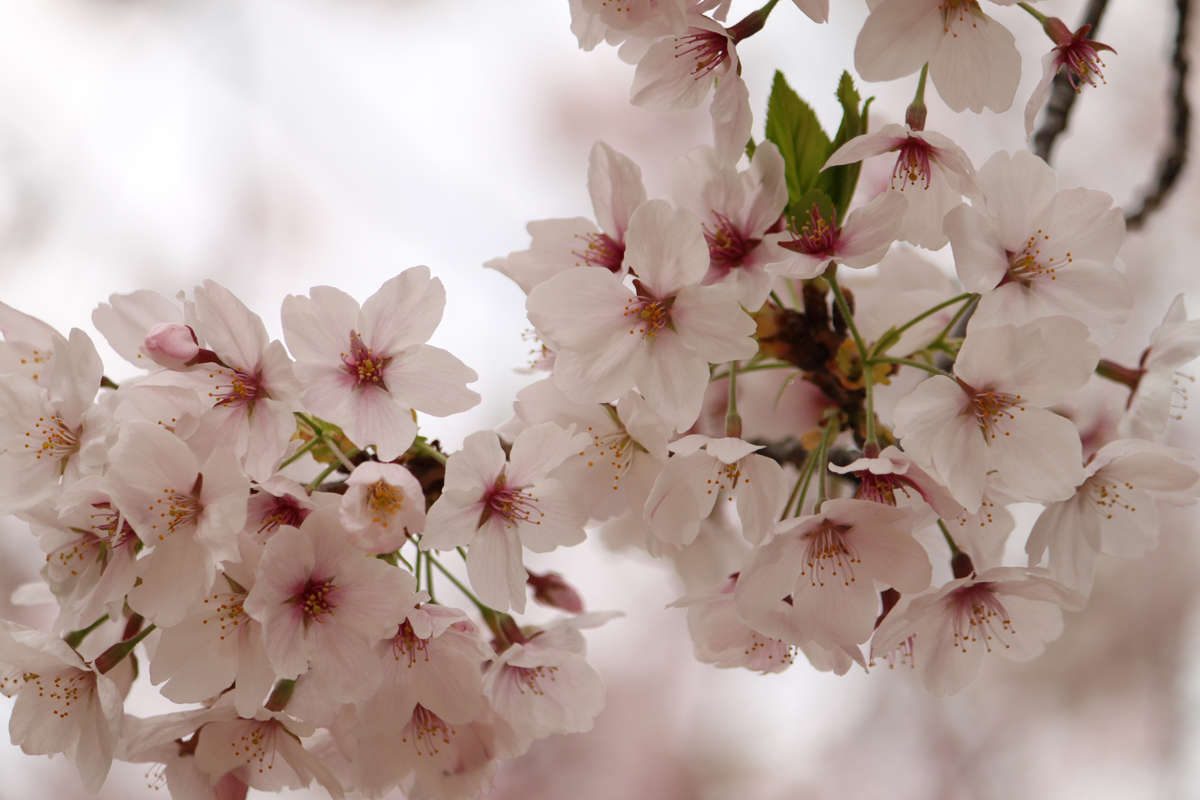
Kersenbloesem
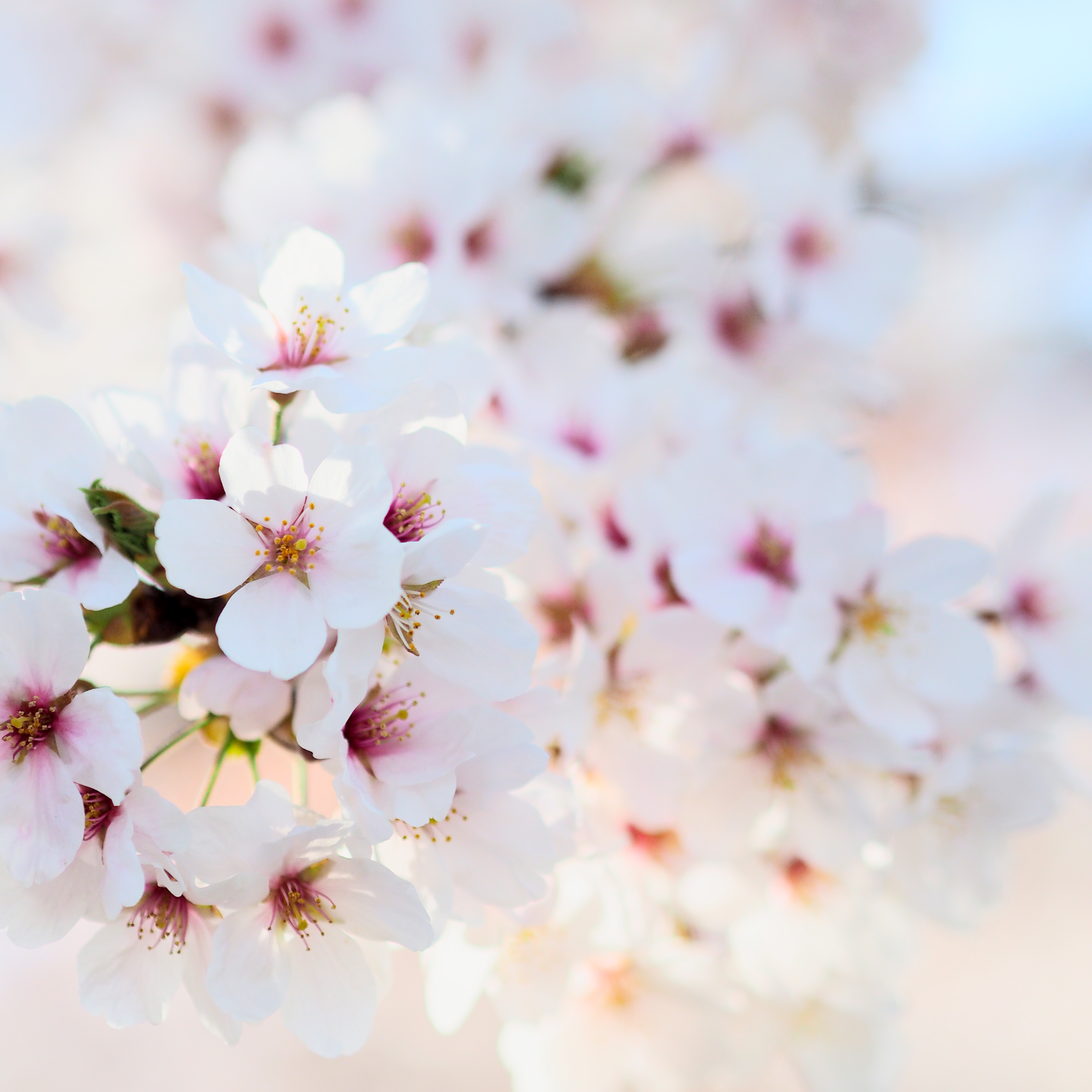
De cultivar 'Somei-yoshino' in bloei